# Париски мир (1814)
Париски мир потписан је 30. маја 1814. године и њиме је завршен рат између француског краља Шарла X и Шесте коалиције, дела Наполеонских ратова, након потписивања примирја 23. априла између Шарла  и савезника. Споразумом су утврђене границе за Француску под Династијом Бурбон и враћене територије других нација. Овај споразум се понекад назива Првим миром из Париза, јер је још један следио 1815. године.

## Увод
Париским миром успостављен је мир између Француске са једне и Британије, Русије, Аустрије и Пруске са друге стране. Стране су раније у француском граду Шомону већ склопиле споразум. Мир у Шомону потписан је и од стране Португалије и Шведске. Јула исте године Шпанија је потписала мир. Мировни преговори отпочели су 9. маја. Француску је заступао Шарл Морис Таљеран у име прогнаног Луја XVIII. Таљеран је признао независност свим државама које су Французи освојили након 1792. године тј. након избијања Француских револуционарних ратова. Чланице Шесте коалиције нису потписале заједнички документ са Француском већ је свака са Француском закључила посебне уговоре. Након престанка непријатељстава, уговор је обезбедио груби нацрт коначног решења. Према 32. члану, два месеца касније требало је да се одржи конгрес на коме ће бити присутни посланици свих зараћених страна у Наполеоновим ратовима. Резултат ове одредбе је Бечки конгрес (одржан од септембра 1814. до јуна 1815).

## Мир
На француски престо враћен је бурбонски краљ. Успостављено је стање од пре 1. јуна 1792. године. Француска је задржала Сарбрикен, Сарлоуис, Ландау, округ Монтбелиар, део Савоје (са Ансијем и Шамберијем) и Авињон. За узврат, француска је уступила неколико колонија.
Париским миром из 1814. године, француска је задржала све територије које је поседовала 1. јануара 1792. године, а такође су јој враћене неке територије које су јој Британци одузели током рата. Међу тим територијама је Гваделуп кога су Британци уступили Шведској када је ушла у коалицију. Шведска је за узврат добила 24 милиона франака. Изузетак од ових одредби су Тобаго, Света Луција, Сејшели и Маурицијус који нису враћени Француској. Велика Британија је задржала суверенитет над Малтом. Шпанији је враћен Сан Доминго (у ратовима познат под именом Хаити) који је Француској припао Базелским уговором из 1795. године. Французи су признали независност Хаитија 1838. године. Циљ споразума био је и укидање француске трговине робљем (не и ропства). Након пет година, Француска је признала независност Швајцарске.
Након измена одредби Париског мира из 1814. године на Бечком конгресу, дана 20. новембра 1815. године закључен је други Париски мир.

## Територије других нација
Споразумом је подељено неколико територија међу различитим земљама. Француска је задржала све територије које је имала 1. јануара 1792. године и тако поново стекла многе територије изгубљене од Британије током рата. Тиме су обухваћен Гваделуп (Став ), који је Британија уступила Шведској када је ушла у коалицију. За узврат, Шведској је исплаћено 24 милиона франака, што је довело до формирања Гваделупског фонда. Једини изузеци су Тобаго, Света Луција, Сејшели и Маурицијус, од којих су сви предати у британску контролу. Британија је задржала сувереност над острвом Малта (Став ).
Споразумом је враћена Шпанији територија Санто Доминга, коју је Француска преузела Баселским миром из 1795. године (Став ). Тиме је имплицитно признат француски суверенитет над Сан Домингом, који је Десалин прогласио независним под именом Хаити. Француска није признала независност Хаитија до 1824. године.
Овим споразумом је призната независност Швајцарске (Став ).

## Династија Бурбона
Споразумом је призната Бурбонска монархија у Француској, и личност Луја , јер је споразум био између Луја XVIII краља Француске и шефова држава коалиције великих сила.

## Трговина робљем и робство
Један од циљева споразума је био укидање француске трговине робљем у Француској, али не и само ропство у периоду од пет година. Територије Француске нису биле овим обухваћене.